# Ruben Rada
Omar Ruben Rada Silva (Montevideo, 16 de julio de 1943), también conocido como Ruben Rada o el Negro Rada, es un músico, compositor, percusionista, cantante, actor, presentador de televisión y director de cine uruguayo.

## Biografía
Sus primeros pasos en la música fueron a los 10 años como integrante de la comparsa de negros y lubolos Morenada. Su primer seudónimo fue Zapatito, originado en que a esa edad ya calzaba zapato talle europea 43. De los 15 a los 16 años salió en una murga que se llamaba La Nueva Milonga. Por esa época cantaba en la Orquesta tropical candombera Cubanacán de Pedro Ferreira, un importante compositor de candombe en Uruguay a quien Rada reconoció como una importante influencia en este género. A los 17 debutó como frontman en la banda Los Hot Blowers, con el seudónimo Richie Silver.

### 1958-1968: primeros proyectos
Entre 1958 y 1962, se incorporó como vocalista al conjunto de jazz The Hot Blowers,  grupo formado por el pianista Paco Mañosa, como uno de los conjuntos del Hot Club de Montevideo. Integraron esta agrupación notables músicos como Federico García Vigil, Daniel "Bachicha" Lencina, los hermanos Hugo y Osvaldo Fattoruso, Enrique "Pelo" de Boni, Ringo Thielmann, Dietrich Orttman, Morís Pardo, Tomás "Chocho" Paolini, Guillermo Facal, Moisés Rouso, Ramón "Bebe" Alfonso y el humorista Cacho De la Cruz. Esta banda logró cierto reconocimiento regional, logrando editar tres álbumes EP y realizando una extensa gira por territorio chileno. En las frecuentes presentaciones del grupo, tanto en vivo como por la televisión, Rada se ganó al público no solo por sus dotes musicales sino también por su faceta humorística y bromista, asociada desde aquel entonces con su figura.
En 1965 pasó a formar parte de El Kinto lo cual marcó sus inicios como músico profesional. Esta banda comenzó tocando música bailable en inglés, para paulatinamente comenzar a trabajar en temas propios, cambiando el estilo y el idioma. El Kinto es reconocido como pionero en ejecutar candombe con instrumentos eléctricos, tumbadoras, batería y, además, crear temas cantados en idioma español. El candombe beat, según definían ellos, era una mezcla de rock psicodélico, candombe, música brasileña y varios otros estilos. Se caracterizaron por un espíritu innovador, excelentes arreglos musicales. Las voces eran Rada, Eduardo Mateo, Urbano Moraes y Walter Cambón. Con grabaciones de El Kinto se editaron los discos Musicasión 4 ½, Circa 1968 y el CD Clásico.
 

Tras El Kinto integró el grupo Totem que, a pesar de que editó solo tres long plays y tuvo una trayectoria fugaz (1970 a 1973), se convirtió en una de las bandas más llamativas de la música rock uruguaya desde aquellos momentos hasta la actualidad. La fusión de elementos del rock and roll, la música latina y el candombe, a la que se unió su particular voz, conformaron al grupo como uno de los puntos más altos de la música joven uruguaya, raramente superado desde entonces. Junto a Tótem grabó los dos primeros álbumes del grupo y compuso temas como "Dedos" (con Eduardo Useta), "Biafra", "Heloísa" y "Negro".

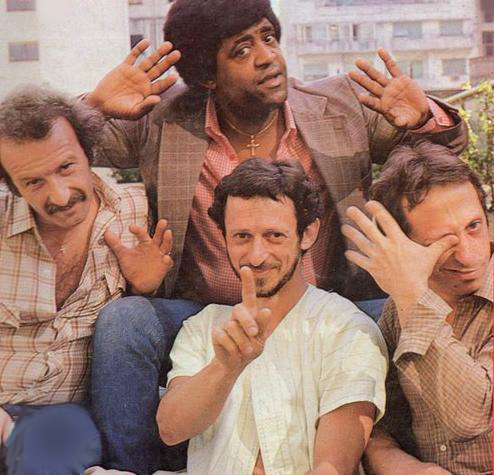
Rada con la banda Opa en 1981

A mediados de los años setenta participó, junto a los hermanos Hugo Fattoruso y Osvaldo Fattoruso y Ringo Thielmann, en la grabación de Magic Time, segundo Long Play del conjunto Opa producido en los Estados Unidos. El álbum presentó una música fuertemente influida por el jazz rock, muy en boga en esos días, fusionando el candombe.
El disco seguía la línea del trabajo anterior de la banda (sin Rada), Goldenwings, álbum que había sido muy bien recibido por la crítica especializada. Magic TIme contiene "Montevideo", de Rada y Hugo Fattoruso, que se convertiría en una de las canciones más representativas de la música uruguaya.
Participó, también, en el disco I'm Fine, How Are You? (1977) de Airto Moreira, músico vinculado a la banda Opa, y que con Hugo y Osvaldo Fattoruso y Ringo Thielmann había grabado el disco Fingers (Dedos) (1973), donde versionaban el tema “Dedos", incluso al tema lo titularon “Fingers (El Rada)”. En 1981, ya instalado en Argentina, grabó el álbum A Los Shakers con Opa, banda que figuró en ese disco con el nombre Otroshakers.
Ese mismo año Opa se presentó por primera vez en Uruguay, en dos recitales históricos. El conjunto se reunió nuevamente el 17 de octubre de 1987 para ofrecer un recital en el Teatro de Verano de Montevideo. Del recital se desprendió el disco Opa en vivo, editado en 1988. En la década del ochenta, era común escuchar en la radio la expresión: «Opa con Rada» cuando pasaban temas de Magic Time, para diferenciarlo del primer trabajo de Opa. La última actuación del grupo fue en marzo de 2005 en el Teatro Solís.

### 1969-presente: carrera solista

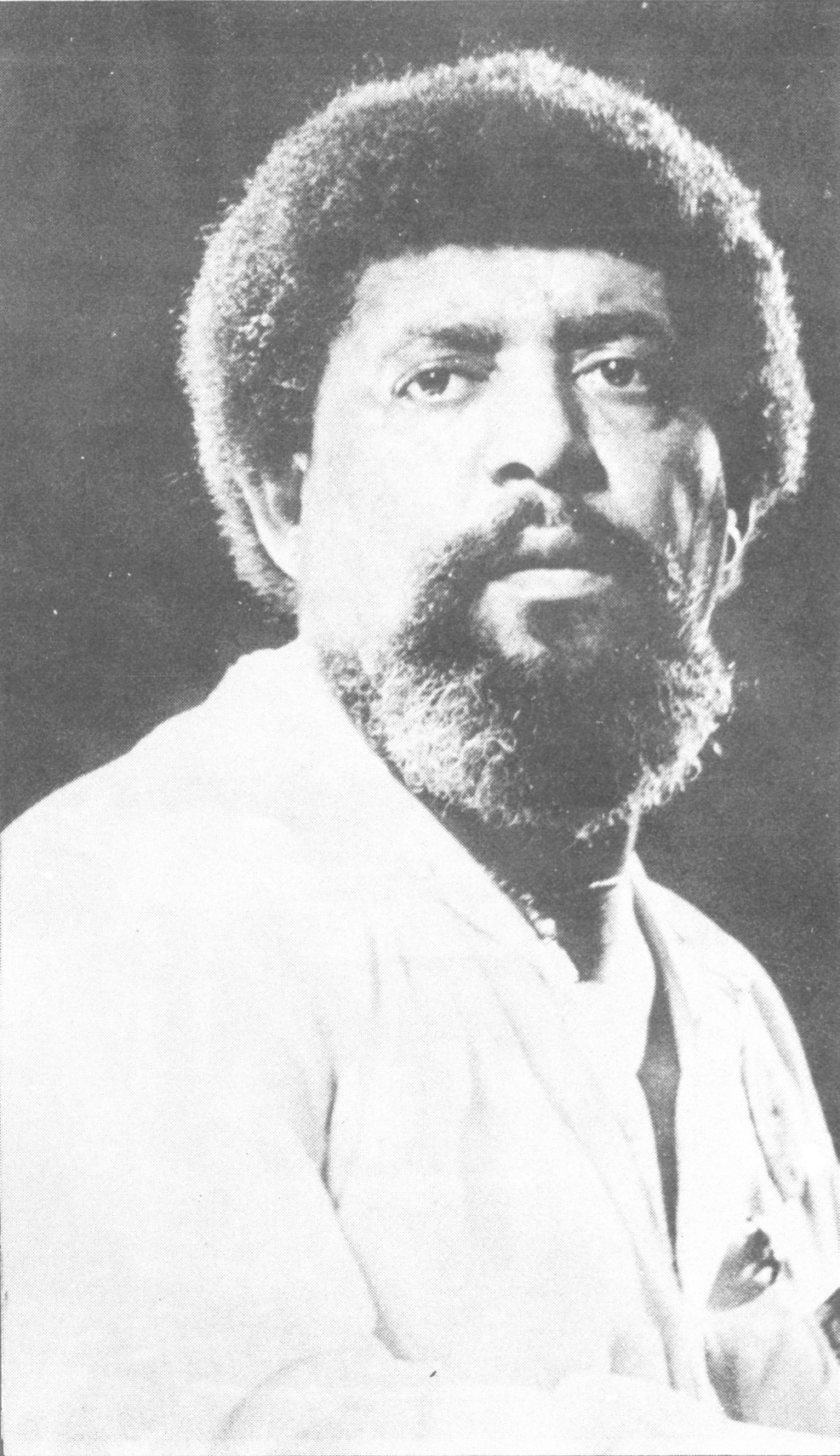
Rada en 1983

En 1969, con el tema "Si te vas" Rada representó a Uruguay en el IV Festival Mundial de la Canción de Río de Janeiro, que finalmente ganó Joan Manuel Serrat con Penélope de Augusto Algueró. En el mismo año, ante la gran popularidad lograda por Rada, principalmente por el éxito de su canción "Las manzanas", logró grabar su primer álbum como solista: Rada (conocido popularmente como Las manzanas e incluso reeditado en Argentina en 1983 y en CD en 1998 con ese nombre). Después de Totem, a mediados de los setenta, grabó dos discos reconocidos por la crítica: Ruben Rada y Conjunto S.O.S. en Buenos Aires y Radeces en Montevideo, además de participar como músico invitado en el disco Café Concert Vol. 2 de Camerata Punta del Este. Son de estos años canciones como “Ayer te vi”, “Upa nega”, “Chinga Chilinga”, “Malísimo” o “Pájaro africano”. El musicólogo Coriún Aharonián advirtió que a pesar del éxito de Totem en Uruguay, las propuestas solistas de Rada fracasaron en esa primera etapa, «porque a pesar de su excelencia como creador y como cantante, el público blanco no termina de aceptarlo, si bien la comunidad negra incorpora algunas de sus propuestas.» Y apuntó que «el sutil racismo uruguayo lo segregará como personaje simpático y gracioso, lo confinará a figura admirada por un reducido círculo de consumidores, y no le permitirá alcanzar un público realmente masivo hasta la década del 1990.»
En 1980, inició un período de popularidad en Argentina, donde se había radicado. El período abarca los discos La Banda, La Rada, En familia, La cosa se pone negra (en vivo), Adar Nebur y La yapla mata. Durante esos años grabó temas clásicos como “Rock de la calle”, “Blumana” o "Candombe para Gardel”. En Argentina también participó en 1982 de la grabación del disco Volumen 1 como integrante del conjunto Buenos Aires Jazz Fusión. Y, como proyecto paralelo, a partir de 1983 formó parte, por seis años, del grupo de jazz Explossion. En 1985 participó en el festival Varadero 85, celebrado en Cuba. En 1986 interpretó al negro Crispín Amores Artigas en la obra homónima, escrita y dirigida por Carlos Maggi, con música de Hugo Fattoruso y que fue estrenada en Montevideo. De la misma se editó un disco. La segunda mitad de los ochenta, hasta 1991, grabó discos con Eduardo Mateo, Hugo Fattoruso y Litto Nebbia, además de discos solistas. Destacan los temas “Botija de mi país”, “Terapia de murga” y “Candombe para Figari”.
A principios de los noventa apremios económicos lo llevaron a radicarse en México, pero la industria estaba interesada en otro tipo de artistas. En México fue telonero de UB40 y Sting, y grabó Rada Factory, un disco que no se editó por problemas financieros con la compañía (el disco se puede encontrar en internet). Rada viajó esporádicamente a Uruguay, así en 1993 grabó el Concierto por la vida (editado en 1994) en el Palacio Peñarol. En 1994 también colaboró con Jon Anderson, exvocalista de Yes, en el tema "Seasons" de su álbum Deseo. Antes de volver definitivamente a Uruguay (regresó a Uruguay en julio de 1995), visitó a Hugo Fattoruso en Estados Unidos y conoció a Neil Weiss, quien produjo el disco Montevideo, álbum editado internacionalmente a principios de 1996. El disco fue presentado en Montevideo en el Teatro Solís, en dos fechas de setiembre de 1996, con la presencia de Hiram Bullock en guitarra, Bakithi Kumalo en bajo y Hugo Fattoruso en teclados, músicos que habían participado en la grabación del disco. En 1999 Neil Weiss editó Montevideo dos, continuación del primer Montevideo.
Previo al lanzamiento de Montevideo, Rada, ya en Uruguay, había comenzado a producir el disco Botijas Band (editado ese mismo año) con músicos jóvenes, a los que se les sumaban Urbano Moraes y el propio Rada. También realizó un recordado concierto al aire libre en la explanada de la Intendencia de Montevideo y grabó dos canciones con Claudio Taddei para su disco debut, que estaban teniendo importante difusión en las radios: la versión de "Why Did You Do It" de Stretch y "Estoy contento, nena". En 1997 grabó Miscelánea negra y en 1998 Black. Ambos discos fueron Disco de Platino en Uruguay.[cita requerida] El tema “Loco de amor”, del segundo disco, grabado con Ketama, se transformó en un éxito que amplió sus posibilidades comerciales. A partir de Black, comenzó una etapa en que sus álbumes serán distribuidos por discográficas como Polygram, Universal Music Group, EMI y Sony Music. 

Para la producción de su siguiente disco convocó a Cachorro López. La intención fue afianzar el éxito Quién va a cantar (2000), con éxitos como "Cha-cha, muchacha" y "Muriendo de plena", fue cuádruple Platino en Uruguay y Disco de Oro en Argentina. Varios de sus temas tuvieron alta rotación en las radios durante muchos años. Alegre caballero (2002), también producido por Cachorro López, fue una continuación de Quién va a cantar, y alcanzó el Platino en Uruguay. A partir de 1999 comenzó a realizar espectáculos para niños y a editar una serie de discos infantiles, de los que surgió el personaje Rubenrá.

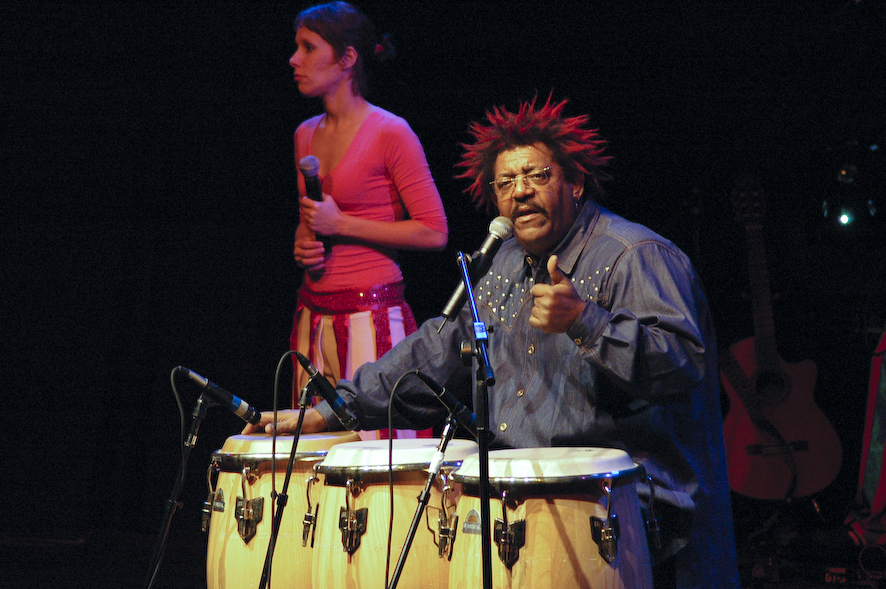
Rada dando concierto infantil en el Hotel Conrad (Punta del Este), 30 de julio de 2005

En 2004 grabó Candombe Jazz Tour, álbum en vivo que registra la gira homónima donde volvió a la música de su etapa solista de fines de los años setenta y principios de los ochenta, sumándole algunas canciones más recientes. En 2006 lanzó el álbum Richie Silver, el cual editó bajo ese seudónimo, retomando una invención de sus primeros años de carrera y grabando con este alter ego un disco inspirado en el primer rock que interpretaba en sus inicios como cantante. Richie Silver ganó el Premio Gardel 2007 a artista rock revelación, por lo que Rada afirmó que los argentinos «entendieron el chiste». La canción "Flowers in the Night" fue el corte de difusión del disco. En 2007 grabó Varsovia en La Trastienda de Buenos Aires, un disco en vivo junto a Javier Malosetti. En 2008 editó Bailongo, un CD que en Uruguay solo se distribuyó a través de las redes de cobranza Abitab.
En octubre de 2008 Rada anunció que en 2009 dejaba los escenarios. En una entrevista concedida al diario Clarín de Buenos Aires manifestó:

Tengo 65 años y vengo de cinco shows seguidos. Es mucho. Las notas que emito no tienen la misma nitidez de antes, ya no tengo la potencia para mantener un show de dos horas y media: me voy al falsete o bajo de tono. Eso me revienta: quiero que me recuerden como el negro que hacía piruetas con la voz. Además, soy responsable de 15 o 20 personas, y se hace pesado llevarlo con el canto. Como muchos artistas, estoy metido en la pelea de vender discos y figurar. Ya basta.

En diciembre de 2009 lanzó Fan: Pa´los amigos, álbum en el que versionó a autores de Uruguay y Argentina de los que se considera fan. Es un disco homenaje donde regresó al intérprete de los orígenes de su carrera y fue presentado en vivo en el Teatro de Verano de Montevideo. En julio de 2010 presentó Solo Candombe, un nuevo show íntegramente dedicado al candombe. En él recorrió buena parte de su larga carrera y fue estrenado en un ciclo en el histórico Espacio Guambia de la ciudad de Montevideo y luego presentado en importantes teatros de las dos orillas como el SODRE en Uruguay, y el Teatro Argentino de La Plata. Una nota en el semanario Búsqueda describió al show de la siguiente manera:

Solo Candombe, un show que recorre lo mejor de su gran obra candombera, donde los espectadores ven bien de al lado al tipo que cantó en los Hot Blowers, El Kinto, Totem y Opa, al tipo que fue cantante de carnaval, pionero del rock en Uruguay y del candombe beat, artista de culto, exiliado al borde del olvido, autor de temas pop por encargo, al tipo que volvió en los '90 y se ganó el aplauso de la crítica y el público exigente con un discazo como Montevideo, al que se convirtió en estrella pop latino al son de un cha cha cha, al personaje que revoluciono la música para niños, al conductor y comediante de televisión, al cuentista que mete un número de stand up entre tema y tema (aunque nunca está de pie). Todos ellos condensados en ese enorme artista, que estremece con su voz desde hace 48 años. Javier Alfonso - Semanario Búsqueda.

El 10 de diciembre despidió el 2010, en el Teatro de Verano en un concierto organizado por la ONU, en la celebración del Día internacional de los Derechos Humanos. En octubre de 2011 lanzó el disco Confidence: Rada Instrumental, que obtuvo muy buena recepción, recibiendo un Premio Gardel a mejor álbum de música instrumental y de fusión y un Premio Graffiti a mejor álbum de música instrumental. En noviembre de 2011 recibió el Grammy a la Excelencia Musical por su trayectoria artística, premio otorgado por la Academia Latina de Grabación. Celebrando la distinción, se editó una compilación triple con cincuenta de sus temas, seleccionados por él: Rada, El Álbum Negro: 50 obras maestras (Disco de Oro).

En julio de 2013 presentó el álbum Amoroso pop, y en octubre de ese mismo año abrió en la ciudad mexicana de Guanajuato, el 41.° Festival Internacional Cervantino. Siguieron los discos Tango, milonga y candombe en 2014 (Disco de Oro) y su versión en vivo en 2016, Allegro (2015), Confidence 2: La Película (2017), segunda parte del disco instrumental Confidence de 2011, pero esta vez con algunas canciones cantadas, y Negro Rock en 2020. Cada uno de estos discos se centró en alguno de los distintos estilos o géneros musicales que Rada abordó durante su carrera.

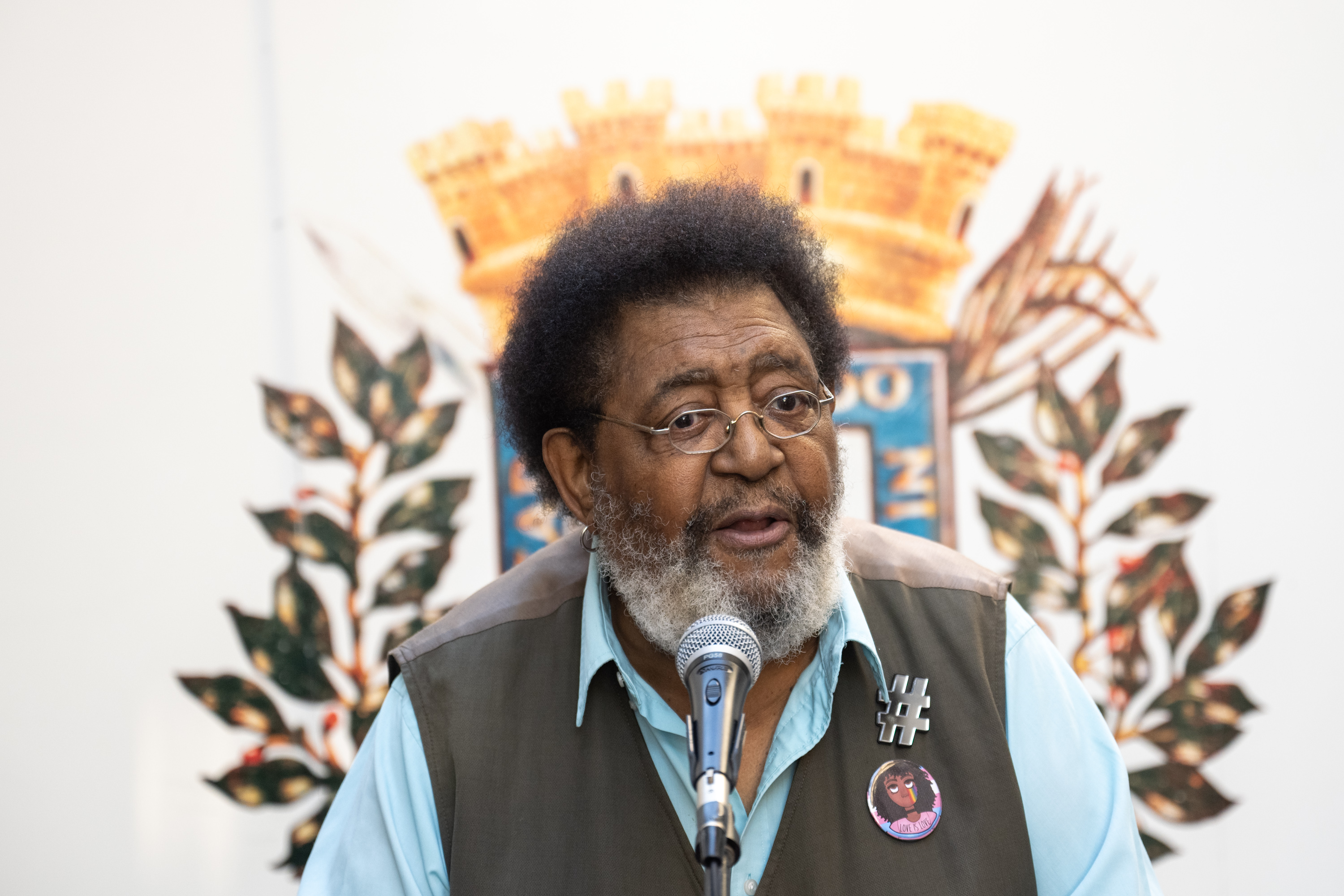
Rada homenajeado en la Junta Departamental de Montevideo el 18 de octubre de 2024

En 2016, Daniel “Lobito” Lagarde, Ricardo Nolé y Nelson Cedréz, como The Rada´s Old Boys, grabaron Homenaje a Rada, un disco que versiona temas de Rada en formato trío de jazz acústico. El álbum ganó en 2017 el Premio Graffiti a mejor álbum de jazz. El pianista y arreglador Ricardo Nolé ocupó un lugar muy importante en la banda de Rada entre 1982 y 1991, el bajista Daniel “Lobito” Lagarde fue compañero de Rada en Totem y Gula Matari, banda posterior a Totem que no llegó a grabar disco, y Nelson Cedréz ha sido baterista de Rada desde 1995. Rada canta como invitado en la canción “Negro”.
En 2019, presentó su espectáculo "Parte de la historia", donde revisitó canciones de sus primeras bandas: El Kinto, Totem y Opa, además de clásicos de distintas etapas de su carrera solista. La banda que lo acompañó estuvo integrada por sus hijos Matías (guitarras), Julieta y Lucila (coros), además de Gustavo Montemurro (teclados), Nacho Mateu (bajo) y Tato Bolognini (batería). El 18 de junio se presentó en el Teatro Solís de Montevideo, y el 28 de setiembre en el Teatro Ópera de Buenos Aires. El show fue filmado, y algunos registros del mismo fueron publicados durante 2020 en el canal oficial de Youtube del artista. También se editó un disco en vivo titulado Parte de la historia.
El 26 de marzo de 2021 publicó As noites do Rio / Aerolíneas Candombe, un álbum de samba y candombe cantado en portugués, en homenaje a su madre brasileña. Se realizó un video de “Chão da Mangueira”, canción que tiene letra de Ronaldo Bastos y participación de Carlinhos Brown. El 18 de octubre de 2024 la Junta Departamental de Montevideo homenajeó a Ruben Rada con la instalación de una baldosa con su nombre en el Espacio de los Soles, en la Peatonal Sarandí, en Ciudad Vieja.

## Estilo musical
El musicólogo Coriún Aharonián definió a la música de Rada como una mezcla del candombe de Pedro Ferreira con las innovaciones del jazz de los Hot Blowers y las propuestas de George Roos, sumado a un sentido de humor especial, y un rock que exploró nuevos caminos combinado con candombe, samba y bossa nova. Y escribió que «sus sucesivos fonogramas individuales constituyen importantes referencias de una curiosa capacidad para moverse en las fronteras de la 'música de mercado' o de las expresiones consideradas groseras o vulgares por los consumidores pequeñoburgueses, teniendo al mismo tiempo un alto grado de refinamiento, de delicadeza, de lirismo, de imaginación, y de virtuosismo vocal.»

## Televisión, cine y radio
Como actor cómico integró el elenco de los programas televisivos humorísticos Telecataplúm y El Show del mediodía. Formó parte del elenco de las telecomedias Gasoleros (1998), La oveja negra (2007) y Porque te quiero así (2010), y condujo los programas televisivos uruguayos El teléfono (2000), Décadas (2012) y Es tu sentido (2017). En radio condujo los programas uruguayos Radar, junto a César Martínez, en X FM y Viste cómo es en Metrópils FM. 
Participó en las películas: La vuelta de Martín Fierro (1974), Buenos Aires Rock (1983), Soy paciente (1986) (sin estrenar), 24 horas (Algo está por explotar) (1997), El chevrolé (1999), Los Increíbles (2004, voz argentina de Frozono), Por un puñado de pelos (2014) y Cara Sucia, con la magia de la naturaleza (2019). También aparece en la película documental de The Rolling Stones Olé Olé Olé!: A Trip Across Latin America (2016). Fue elegido como coach del programa La voz Uruguay.

## Discografía
Álbumes de estudio
| - 1969: Rada - 1975: Radeces - 1976: Ruben Rada y Conjunto S.O.S. - 1979: La Banda - 1981: La Rada - 1982: En familia - 1984: Adar Nebur - 1985: La yapla mata - 1987: Siete vidas - 1989: Pa'los Uruguayos - 1991: Terapia de murga - 1991: Físico de rock - 1993: Rada Factory - 1996: Montevideo - 1997: Miscelánea negra - 1998: Black | - 1999: Montevideo dos - 2000: Quién va a cantar - 2002: Alegre caballero - 2006: Richie Silver - 2007: Bailongo - 2009: Fan: Pa´los amigos - 2011: Confidence - 2013: Amoroso Pop - 2014: Tango, milonga y candombe - 2015: Allegro - 2017: Confidence 2: La Película - 2019: Negro Rock - 2021: As noites do Rio / Aerolíneas Candombe - 2022: Candombe - 2024: Candombe con la ayudita de mis amigos |

## Filmografía
- La vuelta de Martín Fierro (1974)
- Buenos Aires Rock (1983)
- Soy paciente (1986) (Sin estrenar)
- 24 horas (Algo está por explotar) (1997) Personaje: Cocinero
- El chevrolé (1999) Personaje: Sancucho
- Los Increíbles (2004) Personaje: Frozono (doblaje al español rioplatense)
- Por un puñado de pelos (2014) Personaje: Machaco
- Cara Sucia, con la magia de la naturaleza (2019) Personaje: Mono Vivaldi (voz)

Televisión
- Gasoleros (1998, El trece)
- Telecataplúm (1999, Teledoce)
- El teléfono (2000, Teledoce)
- El show del mediodía (2000-2008, Teledoce)
- Porque te quiero así (2010, Canal 10)
- Décadas (2012, Teledoce)
- Es tu sentido (2017, Monte Carlo TV)
- La voz Uruguay (2022, Canal 10)
- La Voz Kids Uruguay (2023, Canal 10)

Radio
- Radar (con César Martínez) en X FM
- Viste cómo es en Metrópolis FM

## Premios y nominaciones

#### Premios Grammy
- 2011 Premio Grammy a la excelencia musical

#### Premios Iris
- 2017 Premio Iris a la trayectoria

#### Premios Gardel
- 2003, Alegre caballero: Mejor álbum artista masculino pop (ganador)
- 2003, "Será posible": Canción del año (nominado)
- 2007, Richie Silver: Mejor artista rock revelación (ganador)
- 2008, Varsovia: Mejor álbum de jazz (con Javier Malosetti) (nominado)
- 2012, Confidence: Mejor álbum instrumental fusión (ganador)
- 2016, Tango, milonga y candombe: Mejor álbum de tango alternativo (ganador), Mejor álbum conceptual (ganador), Mejor álbum instrumental-fusión-World Music (ganador)
- 2020,  Sonido Original del Sur: Mejor colección de catálogo (nominado)

#### Premios Graffiti
- 2012, Confidence: Mejor álbum de música instrumental (ganador)
- 2012, La escuela de Rada: Mejor álbum de música para niños (ganador)
- 2020, Negro Rock: Mejor álbum de rock y blues (nominado), Solista masculino del año (nominado), Productor del año (con Gustavo Montemurro) (nominado)
- 2020, "Negro Rock": Mejor single (nominado)